# Giovanna von Savoyen

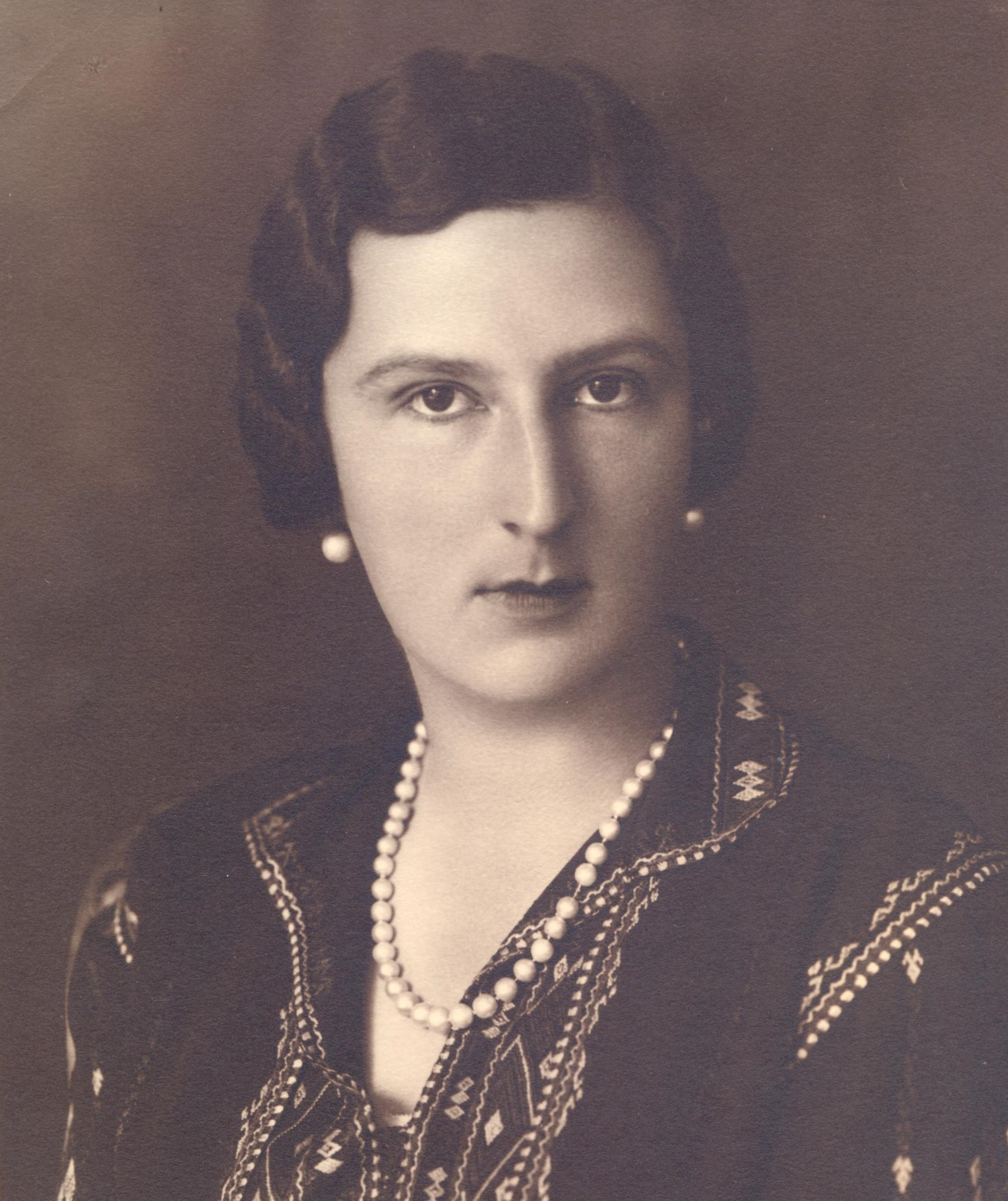
Giovanna von Savoyen als bulgarische Zarin, 1937

Giovanna Elisabetta Antonia Romana Maria von Savoyen (* 13. November 1907 in Rom; † 26. Februar 2000 in Estoril), in Bulgarien als Zariza Joanna bekannt, war die Ehefrau des bulgarischen Zaren Boris III.

## Leben
Prinzessin Giovanna wurde als viertes Kind des Königs Viktor Emmanuel III. von Italien und der Königin Elena, geborene Prinzessin von Montenegro geboren. Am 25. Oktober 1930 heiratete sie nach katholischem Ritus den bulgarischen Zaren Boris III. in Assisi in Umbrien. Nach einer Schifffahrt von Brindisi ging das Paar am 30. Oktober in Burgas feierlich an Land und heiratete anschließend in einer orthodoxen Zeremonie in Sofia. Als Zarin Joanna unterstützte Giovanna von Savoyen Wohltätigkeitsorganisationen des Landes, so auch das Bulgarische Rote Kreuz.
Boris III. war seinem Vater Ferdinand I. nach dessen Abdankung am 3. Oktober 1918 auf den Thron gefolgt. Als konstitutioneller Monarch hatte er nur wenig Einfluss, griff jedoch nach 1930 öfter in die Tagespolitik ein. 1934 unterstützte er den Putsch vom 19. Mai 1934 von Mitgliedern der Militärliga und der kleinen Gruppe „Sweno“ und errichtete ein autoritäres Regime. Im August 1943 starb er unter ungeklärten Umständen in Sofia.
Nach dem Tod Zar Boris’ III. bestieg sein sechsjähriger Sohn Simeon II. den Thron. Für ihn wurde ein Regentschaftsrat eingesetzt, bestehend aus Prinz Kyrill, Fürst von Preslaw (den Bruder von Boris III.), dem Ministerpräsidenten Filow und dem Kriegsminister General Michow. Nur wenige Tage nach der Thronbesteigung Simeons kam aus Deutschland der Vorschlag, Hitler zum Vormund des minderjährigen Königs zu ernennen.
Nach dem Einmarsch sowjetischer Truppen und der Machtübernahme der Kommunisten 1945 wurden die Mitglieder des Regentschaftsrats zum Tode verurteilt und im Februar 1945 hingerichtet. Nach einer entsprechend gelenkten Volksabstimmung im Jahre 1946 entschieden sich die Bulgaren mit 3,8 Millionen gegen nur 200 000 für die Republik. Die königliche Familie verließ in Begleitung von 10 Mitgliedern des Hofes am 16. September 1946 endgültig Bulgarien. Giovanna ließ sich mit ihrer Familie zunächst unter recht ärmlichen Bedingungen in Ägypten nieder (wo ihr Vater, der exilierte Vittorio Emanuele III, wohnte). 1951 folgte sie einer Einladung des spanischen Diktators General Franco. Die königliche Familie begab sich nach Madrid, wo ihnen ein Haus mit spanischen Dienstboten zur Verfügung gestellt und der Diplomatenstatus sowie volle königliche Privilegien gewährt wurden. Als bald darauf das große Vermögen, das ihr Vater Viktor Emanuel III. von Italien hinterlassen hatte, frei wurde und den Erben ausgezahlt werden konnte, erhielt Giovanna ein Siebtel. Damit war die finanzielle Zukunft der Königsfamilie gesichert. Später nahm sie ihren Wohnsitz in Estoril in Portugal. Dort lebte die Ehren- und Devotions-Großkreuz-Dame des souveränen Malteserordens unter dem Namen „Madame la comtesse Giovanna Rilsky“. Giovanna starb am 26. Februar 2000 im portugiesischen Exil in Estoril im Distrikt Lissabon im Alter von 92 Jahren.

## Nachkommen
Aus ihrer Ehe mit Zar Boris III. gingen im Januar 1933 eine Tochter, Marie Louise, und 1937 ein Sohn, der Thronerbe Simeon, hervor.